# Squeezie
Pour les articles homonymes, voir Hauchard.
Squeezie, né le 27 janvier 1996 à Vitry-sur-Seine (Val-de-Marne), est un vidéaste, streameur, influenceur et entrepreneur français.
Comptant 19 millions d'abonnés en août 2024, il est le second vidéaste web francophone le plus suivi derrière Tibo InShape, après s'être maintenu en première position du classement pendant cinq ans.
Depuis les années 2010, il propose sur YouTube un contenu divertissant et est présent sur Twitch où il compte plus de 5 millions d'abonnés à l'été 2024. Il publie son contenu let's play ainsi que diverses vidéos sur des chaînes secondaires.
Avec des moyens financiers et techniques de plus en plus importants au sein de ses productions, mais également à travers l'accroissement de la reconnaissance et de la notoriété des influenceurs au fil de sa carrière, Squeezie devient une personnalité française notoire. Il lance avec son frère, en 2019, sa marque de vêtements Yoko, et en 2022, avec la collaboration de Gotaga et Brawks, une structure esport baptisée Gentle Mates. Il est aussi actif dans le monde de la musique, avec la publication de son premier album Oxyz (2020) puis de plusieurs singles et EP. En 2022, il devient ainsi le premier influenceur web à disposer d'une statue à son effigie au musée Grévin.

## Biographie

### Enfance
Lucas Adrien Hauchard naît le 27 janvier 1996 à Vitry-sur-Seine, dans le Val-de-Marne. Il grandit à Antony, dans les Hauts-de-Seine.

### Débuts sur YouTube
Il se lance sur YouTube en mai 2008 avec une première chaîne spécialisée sur le jeu Dofus, qu'il nomme Dofusbouclier. Cette chaîne, inactive depuis juin 2008, compte deux vidéos. En novembre 2010, il crée une autre chaîne, TheVideobc2, inactive depuis le 18 novembre 2010, qui compte trois vidéos et a également pour thématique le jeu vidéo.
Le 9 janvier 2011, il crée sa chaîne actuelle sur YouTube sous le pseudonyme de Squeezie, en référence au morceau Squeeze it de Tiësto et DJ Frank E. Concentrée sur des tests de jeux vidéo, cette chaîne atteint une notoriété assez élevée, faisant de lui à cette période le plus jeune Français à dépasser le million d'abonnés sur YouTube, à l'âge de 17 ans.

### Carrière sur Internet

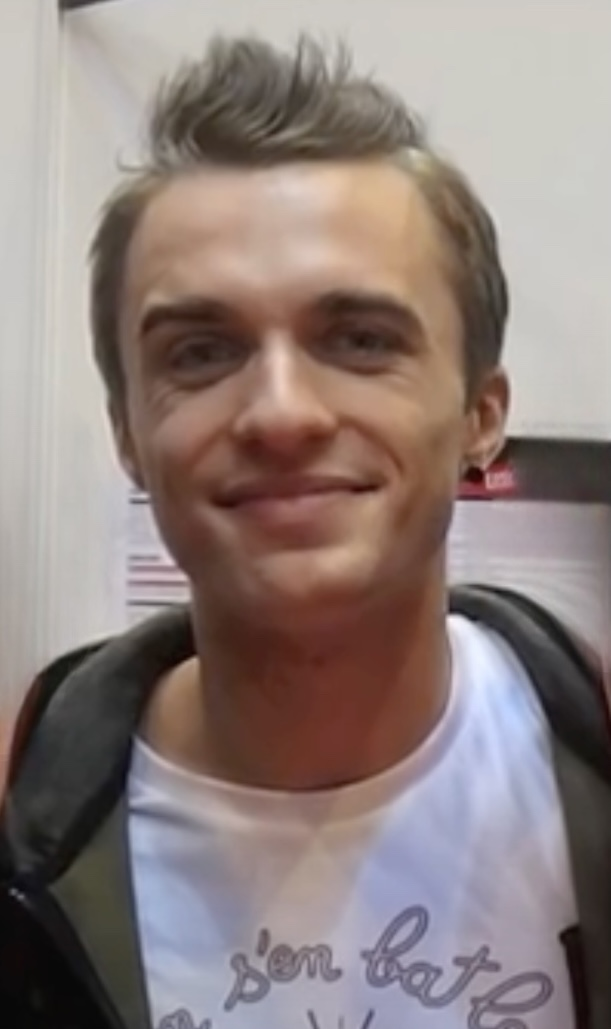
Squeezie en 2015

En avril 2013, alors qu'il a un demi-million d'abonnés, il s'associe avec le youtubeur français Cyprien pour créer la chaîne CyprienGaming (Bigorneaux & Coquillages depuis avril 2018), elle-aussi spécialisée dans les jeux vidéo.
Il apparaît dans la vidéo YouTube Rewind 2015, une vidéo créée par YouTube réunissant les vidéastes et personnalités d'Internet qui ont marqué l'année.
En 2017, il participe à l'émission Fort Boyard, en compagnie de Cyprien. En cette même année, il coécrit avec Maxenss Tourne la page, un ouvrage paru chez Michel Lafon.
Le 31 janvier 2019, Squeezie interprète Roméo et Juliette de William Shakespeare avec Cyprien, Mcfly et Carlito et Leopold (anciennement Le Pérave) au casino Barrière d'Enghien devant 500 personnes. Cette représentation théâtrale est organisée à la suite d'une compétition « YouTube Warrior » perdue par Cyprien et Squeezie contre Mcfly et Carlito en octobre de l'année précédente. La pièce est rediffusée en direct sur Twitch et bat le record du stream avec 390 000 spectateurs en simultané pour un total de 635 000 personnes.
En août 2020, il quitte Webedia et crée l'agence de communication « Bump ».
Pendant deux semaines, à partir du 28 septembre, Squeezie anime une émission de radio sur la tranche horaire 21 h - 23 h, où il parle de musique, d'humour et de jeux vidéo avec des invités et des auditeurs.
Début 2022, il publie le premier tome d'une bande dessinée sur le thème de l'horreur, Bleak, co-écrite avec Guillaume Natas et Laurene « Luciole » Arnoux et le second sort le 4 mai 2023.
Le 2 décembre 2022, il devient le premier vidéaste web à avoir sa statue, accompagnée de son chien Natsu, au musée Grévin,. Ce shiba inu est l'objet d'un compte Instagram dédié où il est suivi par plus de 700 000 personnes,.
En janvier 2024, une série documentaire de cinq épisodes sur son parcours est diffusée sur Prime Video. Réalisée par son complice Théodore Bonnet, Merci Internet retrace la vie de Squeezie de son enfance à son ascension sur le web,.

### Carrière musicale
Après plusieurs clips parodiques postés sur YouTube, culminant parmi ses vidéos les plus vues, Squeezie se lance officiellement dans le rap en 2020. Il signe chez AllPoints et sort son premier projet en janvier, Influenceurs. Son premier album, intitulé Oxyz, sort le 25 septembre 2020. L'enregistrement s'est entièrement fait au Japon, un pays apprécié par l'artiste. Il contient deux featurings avec les rappeurs Némir et Gambi, les deux titres faisant chacun l'objet d'un clip avant la sortie de l'album.

### Diversification des activités

#### Streaming
Après un début principalement centré sur YouTube, Squeezie se dirige vers Twitch[Quand ?], une plateforme de diffusion en direct. La chaîne est d'abord baptisée « SqueezieLive » avant d'être renommé au même nom que son créateur. En mars 2017, il lance en partenariat avec l'agence d'influence Webedia le média LeStream, une Web TV dont l'objectif principal est le divertissement via des talk-shows et la diffusion de quelques évènements spéciaux comme Qui veut gagner des Bitcoins, la keynote annuelle d'Apple ou encore des forums de jeux vidéo.
Comme sur Youtube, Squeezie bat rapidement des records de statistiques sur Twitch. Depuis 2022, il est le streamer français ayant le plus d'abonnés devant Gotaga et est aussi le détenteur du record français de spectateurs en simultanés avec un peu plus d'un million lors du GP Explorer 2022, battant de loin le précédent record qu'avait établi ZeratoR,. Il rebat son propre record en 2023 dans la seconde édition du GP Explorer.

#### Marque de vêtements

Logo de la marque de vêtement streetwear Yoko.

Le 3 juillet 2019, il lance sa marque de vêtements Yoko, « née d'une volonté d'associer streetwear et culture japonaise », créée avec son frère aîné Florent Hauchard. Le 29 janvier 2024, la marque ferme ses portes.

#### GP Explorer
Au cours de la quatrième édition du Z Event, Squeezie propose comme objectif de don un « tournoi IRL de Formule Renault » si la cagnotte atteint 100 000 € durant l'événement. Le 5 avril 2022, il présente, lors d’un live sur Twitch, les détails de son projet, baptisé GP Explorer.
La première édition du GP Explorer se tient le 8 octobre 2022 sur le circuit Bugatti du Mans. Elle réunit 22 streameurs et vidéastes web français, répartis en onze équipes,,. Cet événement rencontre un succès populaire, avec 40 000 spectateurs présents sur le circuit, plus d'un million de spectateurs en simultané lors de sa diffusion sur Twitch et plus de 12,5 millions de vues cumulées,.
Squeezie anime une deuxième édition du GP Explorer le 9 septembre 2023 sur le même circuit, qui fait s'affronter 24 streameurs et vidéastes web francophones répartis en 12 écuries, dont les rappeurs SCH, Soso Maness et Kekra.
Du 3 au 5 octobre 2025 se tient une troisième et dernière édition.

#### Gentle Mates: Structure d'esport
Le 13 avril 2023, Squeezie, Gotaga et Brawks dévoilent la création de leur structure esport baptisée Gentle Mates, principalement axée sur Valorant.

#### Ciao Kombucha
En mai 2025, il lance une marque de boisson de kombucha, baptisée Ciao Kombucha.

### Vie privée
De 2012 à 2015, Squeezie est en couple avec la vidéaste Gwendoline Asquin, dite Sweetie ou Gwenn.
De 2015 à 2017, il est en couple avec l'animatrice Marie Palot.
Depuis 2022, il est en couple avec Chloé Gervais,,.

## Croissance sur YouTube
En mars 2014, selon Social Blade, Lucas Hauchard est le Français le plus populaire sur YouTube, devant The Sound you Need, Cyprien, Rémi Gaillard et Norman. Fin 2014, le même site Internet déclare que les vidéos de Squeezie sont vues 70,7 millions de fois, soit plus que Rémi Gaillard, Norman et Cauet réunis.
Il culmine à plus de 1 860 000 abonnés gagnés lors de l'année 2017 et ajoute plus d'un milliard de vues à son compteur.
En juin 2018, il dépasse Norman en nombre d'abonnés, puis Cyprien un an après, devenant le premier vidéaste francophone en nombre d'abonnés.
Le 26 mai 2024, il est détrôné par Tibo InShape, qui devient le youtubeur francophone le plus suivi avec 18,92 millions d'abonnés contre 18,91 millions pour Squeezie.

## Prises de position politiques
En juin 2024, en vue des élections législatives françaises de 2024, il appelle à voter contre le parti d'extrême droite du Rassemblement national, déclarant que « voter pour un parti qui prône la haine, la discrimination, et la peur de l’autre n’a jamais été une solution, et ne le sera jamais ». C'est la première fois que Squeezie prend la parole de cette façon et s'engage politiquement car pour lui « s'opposer fermement à une idéologie extrême […] va au-delà d’une quelconque prise de position politique ». Jordan Bardella lui répond en lui reprochant de reprendre les arguments de La France insoumise et en attribuant sa position notamment au fait qu'il s'est « fait doubler par Tibo InShape »,,. Six heures après sa diffusion, son message compte près de 1,2 million de likes, son nombre d'abonnés sur Instagram augmente d'une centaine de milliers et baisse du même nombre sur YouTube.

## Controverses

### Cyberharcèlement après la publication d'une vidéo
En avril 2017, il déclare avoir été contacté par une association contre le cyberharcèlement à la suite de la publication d'une vidéo où il réagissait à des vidéos le mettant mal à l'aise. Une fille se trouvant dans la vidéo ayant subi du cyberharcèlement, la mère de cette dernière avait contacté l'association. À la suite de cela, Squeezie retire la vidéo, s'estimant fautif d'avoir entretenu le harcèlement, bien que la vidéo à laquelle il réagissait eût déjà fait le buzz avant que lui-même ne l'évoque. Il en profite pour sensibiliser son public au cyberharcèlement.

### Squeezie et Thierry Ardisson
En novembre 2017, il publie son premier livre, Tourne la page, édité chez Michel Lafon. Lors d'une interview sur le plateau de Salut les Terriens !, le présentateur Thierry Ardisson est au centre d'une polémique, à la suite de son interview de Squeezie, jugée fortement « condescendante ».

### #BalanceTonPorc
Le 6 août 2018, Squeezie dénonce dans un tweet les pratiques de certains youtubeurs qui useraient de leur notoriété pour abuser de jeunes abonnées. Un mouvement suit, alimenté par un article du Parisien qui donne des noms et génère le hashtag sur Twitter #BalanceTonYoutuber, semblable à celui du mouvement #BalanceTonPorc. Squeezie regrette quelque temps plus tard « une chasse aux sorcières » mais réitère son soutien aux victimes de ces pratiques,.

### Impact environnemental de ses activités
Selon le site d’analyse Arrêt sur images, qui se consacre à la déconstruction des narrations médiatiques, le GP Explorer est « un exemple parlant de l’inadéquation de nos désirs de divertissement face aux réalités climatiques ». Le site relève que la course a surtout été traitée par deux angles par la presse : l’importance du record d’audience et la place grandissante de la plateforme Twitch, comparée à la « télé des jeunes ». Cependant, l’impact écologique de cette compétition est largement mis de côté par les médias. Charlie Hebdo titre son article au sujet du GP Explorer « Les 24 heures des cons » et rapporte les critiques diffusées sur les réseaux sociaux une fois l’événement terminé. « Les commentaires sont amers, surtout quand ils rappellent l’hypocrisie de nombreux participants : quelques mois auparavant, ils étaient plusieurs à participer au Z Event dont l’édition 2022 consistait à récolter des dons pour la planète. » Parmi les 22 personnalités, au moins 3 ont en effet participé au Z Event 2022 : LeBouseuh, Xari et Domingo.
En 2023, Squeezie est critiqué à nouveau sur son impact environnemental après la publication d'une vidéo dans laquelle il offre 100 000 € de voyage internationaux à ses abonnés. Le journaliste indépendant Bon Pote déclare par exemple sur X : « 18 millions d’abonnés et Squeezie offre des billets d’avion pour traverser le globe, en pleine urgence climatique. En 2023 c’est plus possible. Squeezie, pourquoi ne pas offrir des vacances en train ou autre chose qui n’aggrave pas le réchauffement climatique ? » ; le tweet a été lu plus d'un million de fois.

## Revenus
En 2016, Les Inrockuptibles révèlent la vente de Mixicom à Webedia. Squeezie étant associé de Talent Web, ce dernier devient multi-millionnaire à 19 ans en obtenant de cette vente la somme d'environ 4 millions d'euros, confirmée plus tard par ce dernier lors d'une émission sur Twitch.
Il est difficile d'estimer précisément les revenus générés par les différentes activités de Squeezie tant elles sont fluctuantes, nombreuses et les montants des revenus discrètement préservés. L'influenceur a déclaré à plusieurs reprises « très bien vivre » de ses activités.

## Discographie

### Albums
| Titre | Année | Meilleure position | Meilleure position | Meilleure position | Meilleure position | Meilleure position | Ventes   | Certifications |
| Titre | Année | FRA                | FRA (Ventes)       | BEL (WAL)          | SUI                | SUI (ROM)          | Ventes   | Certifications |
| ----- | ----- | ------------------ | ------------------ | ------------------ | ------------------ | ------------------ | -------- | -------------- |
| Oxyz  | 2020  | 2                  | 1                  | 5                  | 58                 | 24                 | - 50 000 | (SNEP) : Or    |

### Singles
- 2017 : Placements de produits feat. Maxenss
- 2017 : Freestyle du Dico feat. Bigflo et Oli
- 2017 : Freestyle de l'autodérision
- 2018 : Freestyle de Twitter feat. Bigflo et Oli
- 2018 : Top 1
- 2018 : Freestyle de potes feat. Maxenss et Seb la Frite
- 2018 : Pas tout seul
- 2018 : 90 VS 2000 feat. Mcfly et Carlito
- 2019 : Le gaming c'est fini
- 2019 : Bye Bye feat. Joyca
- 2020 : Influenceurs
- 2020 : Guépard feat. Némir
- 2020 : Servis feat. Gambi
- 2021 : Arrêtez
- 2021 : Time Time feat. Myd et KronoMuzik
- 2022 : Adieu les filles, extrait de Zzccmxtp avec KronoMuzik, Pandrezz et Ronare
- 2022 : Canard
- 2023 : Spaceship feat. Myd, KronoMuzik, Mister V et Maskey

### Classement des singles
| Titre                 | Année | Meilleure position | Meilleure position | Meilleure position | Meilleure position | Meilleure position | Certifications   |
| Titre                 | Année | FRA                | FRA (Ventes)       | BEL (WAL)          | SUI                | SUI (ROM)          | Certifications   |
| --------------------- | ----- | ------------------ | ------------------ | ------------------ | ------------------ | ------------------ | ---------------- |
| Bye Bye (feat. Joyca) | 2019  | 44                 | 13                 | 48                 | -                  | 18                 | (SNEP) : Or      |
| Influenceurs          | 2020  | 174                | 167                | Tip : 33           | -                  | -                  | -                |
| Guépard (feat. Némir) | 2020  | 170                | 176                | Tip                | -                  | -                  | -                |
| Servis (feat. Gambi)  | 2020  | 120                | -                  | Tip                | -                  | -                  | -                |
| Tout                  | 2020  | 127                | -                  | -                  | -                  | -                  | -                |
| Mario Kart            | 2020  | 200                | -                  | -                  | -                  | -                  | -                |
| Time Time             | 2021  | 8                  | -                  | 10                 | 30                 | -                  | (SNEP) : Diamant |

### Collaborations
- 2017 : Assassins des templiers de Norman

## Filmographie

### Doublage

#### Cinéma
- 2015 : Bob l'éponge, le film : Un héros sort de l'eau de Paul Tibbitt : Kyle la mouette (voix)
- 2016 : Ratchet et Clank de Kevin Munroe : Ratchet (voix)

#### Web-séries
- 2016 : Les Kassos (épisode 42, Irrito)
- 2018 : L'Épopée temporelle de Cyprien Iov : le Président Squeezie (saison 2, épisode 1, Le temps cassé)

### En tant qu’acteur

#### Courts-métrages
- 2015 : Technophobe de Théodore Bonnet : ami d'Arthur, lui-même
- 2016 : La Cartouche de Théodore Bonnet : lui-même

### Télévision

#### Séries télévisées
- 2022 : Le Flambeau : Les Aventuriers de Chupacabra : lui-même (épisode 6)

### Internet
- 2024 : Squeezie : Merci Internet (série documentaire de cinq épisodes) sur Amazon Prime Video : lui-même
  1. 0,00001% de chance
  2. La fin de l’Eldorado
  3. Des trucs normaux
  4. Pas de regret
  5. Tout ça n’est qu’un gros marathon

#### JeuQui est l'imposteur?
En juin 2022, Squeezie lance sur sa chaîne le jeu Qui est l'imposteur ?, inspiré d'un format du youtubeur américain Jubilee (en), lui même inspiré du jeu télévisé To Tell the Truth (en) . Squeezie, accompagné de deux personnalités invités, voient défiler trois personnes qui partagent quelque chose en commun (métier, passion, etc.). Dans chaque manche, l'une des trois personnes se trouve être un imposteur, étant le complice de Squeezie ou d'un des invités. Le but du jeu est de démasquer l'imposteur avec son complice durant chacune des quatre manches,,.
- Invités et dates de diffusion :

1. Mister V et Jonathan Cohen (5 juin 2022)
2. Djimo et Roman Frayssinet (8 août 2022)
3. Alice Belaïdi et Jamel Debbouze (10 octobre 2022)
4. Orelsan et Clément Cotentin (15 octobre 2022)
5. Laura Felpin et Clara Luciani (27 novembre 2022)
6. Vald et Naza (7 janvier 2023)
7. Éric et Ramzy (5 février 2023)
8. SCH et Soso Maness (12 mars 2023)
9. Pierre Niney et François Civil (5 avril 2023)
10. Panayotis Pascot et Jérôme Niel (15 mai 2023)
11. Charles Leclerc et Pierre Gasly (26 août 2023)
12. Marion Cotillard et Camille Cottin (15 novembre 2023)
13. DJ Snake et Omar Sy (15 juin 2024)
14. Fary et Jean-Pascal Zadi (7 septembre 2024)
15. Alain Chabat et Adèle Exarchopoulos (19 octobre 2024)
16. Jérôme Commandeur et Alison Wheeler (22 décembre 2024)
17. Tiakola et SDM (4 mai 2025)

## Publications
- Tourne la page, Neuilly-sur-Seine, Éditions Michel Lafon, 16 novembre 2017 (ISBN 978-2-7499-3465-5)
- Bleak (coécrit avec Guillaume Natas et Laurène Arnoux)
  - Bleak, t. 1, 31 mars 2022, 72 p. (ISBN 237989146X)
  - Bleak, t. 2, 4 mai 2023, 88 p. (ISBN 2494705002)

## Distinctions
| Année | Organisateur(s)           | Prix                              | Résultat |
| ----- | ------------------------- | --------------------------------- | -------- |
| 2016  | Coca-Cola Gaming Awards   | Meilleur YouTubeur gaming         | Lauréat  |
| 2016  | Q d'or                    | YouTubeur de l'année              | Lauréat  |
| 2020  | NRJ Music Awards 2020     | Révélation francophone de l'année | Lauréat  |
| 2022  | ForYouAwards              | ForYou d'Or                       | Lauréat  |
| 2024  | Forbes 30 Under 30 Europe | Sports & Games                    | Inclus   |